# Alex Vinatzer
Alex Vinatzer (* 22. September 1999 in Bozen, Südtirol) ist ein italienischer Skirennläufer. Er ist auf die technischen Disziplinen Slalom und Riesenslalom spezialisiert. 2019 wurde er Juniorenweltmeister im Slalom.

## Biografie
Alex Vinatzer stammt aus Wolkenstein in Gröden. Er besuchte das Skigymnasium Stams und startet für die Gruppo Sportivo Fiamme Gialle. Mit 16 Jahren bestritt er in den USA seine ersten FIS-Rennen. Im Januar 2017 debütierte er im Europacup und nahm wenige Wochen später am Europäischen Olympischen Winter-Jugendfestival in Erzurum teil. Sowohl im Riesenslalom als auch im Slalom gewann er die Goldmedaille – im Slalom distanzierte er die Konkurrenz um 3,42 Sekunden. Ende der Saison bestritt er bei den Juniorenweltmeisterschaften in Åre vier Rennen und schrammte als Slalomvierter nur knapp an einer Medaille vorbei.
Am 12. November 2017 gab er im Slalom von Levi sein Weltcup-Debüt. Zweieinhalb Monate später wurde der 18-Jährige überraschend ins italienische Aufgebot für die Olympischen Winterspiele in Pyeongchang aufgenommen. Bei den Juniorenweltmeisterschaften in Davos rechtfertigte er seine Nominierung, indem er im Slalom trotz 2,77 Sekunden Rückstands auf Sieger Clément Noël die Silbermedaille gewann. Bei den Spielen in Südkorea schied Vinatzer im ersten Durchgang des Slaloms aus. Außerdem kam er im Mannschaftswettbewerb zum Einsatz und gewann als einziger Italiener seinen Viertelfinallauf gegen den amtierenden Weltmeister Alexis Pinturault, was am Ende Rang fünf bedeutete.
Im Dezember 2018 gewann er mit Rang 16 im Slalom von Saalbach seine ersten Weltcuppunkte. Im nächsten Rennen in Madonna di Campiglio klassierte er sich im ersten Lauf überraschend auf Rang acht, fädelte in der Entscheidung jedoch ein. Bei den Weltmeisterschaften in Åre gewann er die Bronzemedaille im Mannschaftswettbewerb, bei den Juniorenweltmeisterschaften 2019 im Fassatal die Goldmedaille im Slalom. Am 5. Januar 2020 fuhr er als Dritter im Slalom von Zagreb erstmals auf ein Weltcup-Podest.
Mediale Aufmerksamkeit erlangte Vinatzer beim Weltcup-Slalom von Schladming am 28. Januar 2020, als die Zeitmessung seines Laufs kurz vor seiner Zieldurchfahrt durch die Erotikdarstellerin Kinsey Wolanski verfälscht wurde, die spärlich bekleidet über die Ziellinie lief. Vinatzer bemerkte dies nicht sofort, wähnte sich für einige Sekunden als neuer Führender und jubelte im Zielraum ausgelassen. Kurze Zeit später wurde die Zeitmessung berichtigt. Nach dem Rennen äußerte er sich humorvoll über das Ereignis.
Bei den Weltmeisterschaften 2023 in Courchevel gewann er hinter dem Norweger Henrik Kristoffersen und dem Griechen AJ Ginnis die Bronzemedaille im Slalom. Ende Januar 2025 wurde er auf dem Kitzbüheler Ganslernhang hinter Clément Noël erstmals Zweiter in einem Weltcup-Rennen. Bei den Weltmeisterschaften in Saalbach gewann er gemeinsam mit Lara Della Mea, Filippo Della Vite und Giorgia Collomb Gold im Mannschaftswettbewerb.

## Erfolge

### Olympische Spiele
- Pyeongchang 2018: 5. Mannschaftswettbewerb
- Peking 2022: 8. Mannschaftswettbewerb

### Weltmeisterschaften
- Åre 2019: 3. Mannschaftswettbewerb, 19. Slalom
- Cortina d’Ampezzo 2021: 4. Slalom
- Courchevel/Méribel 2023: 3. Slalom
- Saalbach 2025: 1. Mannschaftswettbewerb, 21. Riesenslalom

### Weltcup
- 26 Platzierungen unter den besten zehn, davon 3 Podestplätze

### Weltcupwertungen
| Saison  | Gesamt | Gesamt | Riesenslalom | Riesenslalom | Slalom | Slalom | Parallel | Parallel |
| Saison  | Platz  | Punkte | Platz        | Punkte       | Platz  | Punkte | Platz    | Punkte   |
| ------- | ------ | ------ | ------------ | ------------ | ------ | ------ | -------- | -------- |
| 2018/19 | 94.    | 57     | –            | –            | 31.    | 57     | –        | –        |
| 2019/20 | 49.    | 160    | –            | –            | 11.    | 160    | –        | –        |
| 2020/21 | 38.    | 214    | –            | –            | 13.    | 214    | –        | –        |
| 2021/22 | 35.    | 229    | –            | –            | 13.    | 209    | 13.      | 20       |
| 2022/23 | 48.    | 162    | 54.          | 6            | 18.    | 156    | –        | –        |
| 2023/24 | 22.    | 322    | 16.          | 178          | 18.    | 145    | –        | –        |
| 2024/25 | 32.    | 272    | 22.          | 98           | 18.    | 174    | –        | –        |

### Europacup
- 3 Podestplätze, davon 2 Siege:

| Datum             | Ort      | Land     | Disziplin |
| ----------------- | -------- | -------- | --------- |
| 30. November 2018 | Levi     | Finnland | Slalom    |
| 16. Dezember 2022 | Fassatal | Italien  | Slalom    |

### Juniorenweltmeisterschaften
- Åre 2017: 4. Slalom, 26. Riesenslalom
- Davos 2018: 2. Slalom, 4. Riesenslalom, 21. Super-G
- Fassatal 2019: 1. Slalom

### Weitere Erfolge
- Europäisches Olympisches Jugendfestival 2017: 1. Riesenslalom, 1. Slalom
- 2 Siege in FIS-Rennen

## Auszeichnungen
- 2017: 5. Rang beim Piotr-Nurowski-Preis[6]